# Det sydslesvigske Samråd
Det sydslesvigske samråd er et samarbejdsorgan, hvor det danske mindretals organisationer koordinerer fælles interesser og initiativer.
De vigtigste organisationer, der samarbejder gennem Sydslesvigsk Samråd er:
Sydslesvigsk Forening (SSF), Dansk Skoleforening for Sydslesvig, Sydslesvigs danske Ungdomsforeninger (SdU), Dansk Kirke i Sydslesvig, Dansk Centralbibliotek for Sydslesvig, Dansk Sundhedstjeneste for Sydslesvig, Flensborg Avis og Sydslesvigsk Vælgerforening (SSW).